# Abir Nakhli
Abir Nakhli, née le 21 septembre 1981, est une athlète tunisienne.

## Carrière
Abir Nakhli obtient une médaille de bronze sur 800 mètres aux Jeux panarabes de 1997 à Beyrouth. Aux championnats panarabes 1997-1998 à Damas, elle remporte deux médailles d'or, sur 800 mètres et sur 1 500 mètres, et une médaille d'argent sur 400 mètres. 
Aux championnats d'Afrique juniors 1999 (en) à Tunis, elle est médaillée d'or sur 800 mètres et médaillée d'argent du relais 4 × 400 mètres. Elle remporte ensuite une médaille de bronze aux Jeux panarabes de 1999 à Amman. Elle est médaillée d'or sur 800 et 1 500 mètres aux championnats panarabes 2001 à Damas.
Elle est médaillée de bronze du 800 mètres aux Jeux méditerranéens de 2001 à Radès, puis médaillée d'argent du 1 500 mètres aux championnats d'Afrique 2002 à Radès. Elle obtient la médaille de bronze du 800 mètres aux Jeux panarabes de 2004 à Alger.
Elle est championne de Tunisie du 800 mètres en 1996, 1997, 2000, 2001, 2002, 2003 et 2004, ainsi que du 1 500 mètres en 1996, 1997, 2001, 2002 et 2003.